# Campionato mondiale di motocross 1995
Il campionato mondiale di motocross del 1995, fu la trentanovesima edizione, si è disputato su 15 prove dal 26 marzo al 3 settembre 1995.
Al termine della stagione il belga Joël Smets si è aggiudicato il titolo per la classe 500cc, l'altro belga Stefan Everts si è aggiudicato la 250cc e l'italiano Alessandro Puzar ha conquistato la classe 125cc.

## 500 cc

### Calendario
| Prova | Data      | Gran Premio                 | Località            | Vincitore GP    |
| ----- | --------- | --------------------------- | ------------------- | --------------- |
| 1     | 2 aprile  | Gran Premio del Portogallo  | Arganil             | Joël Smets      |
| 2     | 23 aprile | Gran Premio d'Austria       | Sittendorf          | Jacky Martens   |
| 3     | 7 maggio  | Gran Premio di Svizzera     | Wohlen              | Joël Smets      |
| 4     | 21 maggio | Gran Premio di Cechia       | Loket               | Joël Smets      |
| 5     | 28 maggio | Gran Premio di Lussemburgo  | Folkendange         | Gerald Delepine |
| 6     | 11 giugno | Gran Premio d'Italia        | Cingoli             | Gerald Delepine |
| 7     | 18 giugno | Gran Premio di Francia      | Saint-Jean-d'Angély | Joël Smets      |
| 8     | 2 luglio  | Gran Premio d'Irlanda       | Ballykelly          | Jacky Martens   |
| 9     | 9 luglio  | Gran Premio di Germania     | Bielstein           | Trampas Parker  |
| 10    | 6 agosto  | Gran Premio di Belgio       | Namur               | Johan Boonen    |
| 11    | 20 agosto | Gran Premio dei Paesi Bassi | Rhenen              | Trampas Parker  |
| 12    | 27 agosto | Gran Premio di Germania     | Reutlingen          | Joël Smets      |

### Classifica finale piloti
| Pos. | Pilota          | Moto      | Punti |
| ---- | --------------- | --------- | ----- |
| 1    | Joël Smets      | Husaberg  | 344   |
| 2    | Trampas Parker  | KTM       | 302   |
| 3    | Darryl King     | Kawasaki  | 261   |
| 4    | Peter Johansson | Husqvarna | 236   |
| 5    | Jacky Martens   | Husqvarna | 194   |
| 6    | Gert Van Doorn  | Honda     | 161   |
| 7    | Johan Boonen    | Husqvarna | 157   |
| 8    | Gerald Delepine | Honda     | 150   |
| 9    | Shayne King     | KTM       | 146   |
| 10   | Peter Dirckx    | Honda     | 100   |

## 250 cc

### Calendario
| Prova | Data        | Gran Premio                  | Località             | Vincitore GP     |
| ----- | ----------- | ---------------------------- | -------------------- | ---------------- |
| 1     | 26 marzo    | Gran Premio di Spagna        | Talavera de la Reina | Marnicq Bervoets |
| 2     | 9 aprile    | Gran Premio dei Paesi Bassi  | Valkenswaard         | Stefan Everts    |
| 3     | 23 aprile   | Gran Premio di Svizzera      | Payerne              | Yves Demaria     |
| 4     | 30 aprile   | Gran Premio d'Italia         | Maggiora             | Andrea Bartolini |
| 5     | 7 maggio    | Gran Premio d'Austria        | Schwanenstadt        | Andrea Bartolini |
| 6     | 21 maggio   | Gran Premio di Finlandia     | Ruskeasanta          | Marnicq Bervoets |
| 7     | 28 maggio   | Gran Premio di Svezia        | Motala               | Stefan Everts    |
| 8     | 11 giugno   | Gran Premio di Gran Bretagna | Foxhill              | Stefan Everts    |
| 9     | 18 giugno   | Gran Premio d'Irlanda        | Cork                 | Kurt Nicoll      |
| 10    | 25 giugno   | Gran Premio del Belgio       | Kester               | Stefan Everts    |
| 11    | 16 luglio   | Gran Premio del Venezuela    | Maracay              | Tallon Vohland   |
| 12    | 30 luglio   | Gran Premio di Polonia       | Gdynia               | Marnicq Bervoets |
| 13    | 6 agosto    | Gran Premio di Germania      | Reisersberg          | Marnicq Bervoets |
| 14    | 20 agosto   | Gran Premio del Giappone     | Suzuka               | Stefan Everts    |
| 15    | 3 settembre | Gran Premio di Francia       | Château-du-Loir      | Andrea Bartolini |

### Classifica finale piloti
| Pos. | Pilota           | Moto     | Punti |
| ---- | ---------------- | -------- | ----- |
| 1    | Stefan Everts    | Kawasaki | 423   |
| 2    | Marnicq Bervoets | Suzuki   | 380   |
| 3    | Tallon Vohland   | Kawasaki | 338   |
| 4    | Kurt Nicoll      | Honda    | 332   |
| 5    | Pit Beirer       | Honda    | 283   |
| 6    | Pedro Tragter    | Suzuki   | 256   |
| 7    | Andrea Bartolini | Yamaha   | 251   |
| 8    | Bob Moore        | Yamaha   | 219   |
| 9    | Werner Dewit     | Suzuki   | 179   |
| 10   | Peter Iven       | Kawasaki | 164   |

## 125 cc

### Calendario
| Prova | Data      | Gran Premio                  | Località             | Vincitore gara 1   | Vincitore gara 2   | Vincitore GP       |
| ----- | --------- | ---------------------------- | -------------------- | ------------------ | ------------------ | ------------------ |
| 1     | 2 aprile  | Gran Premio d'Italia         | Castiglione del Lago | Claudio Federici   | Alessio Chiodi     | Claudio Federici   |
| 2     | 9 aprile  | Gran Premio di Spagna        | Bellpuig             | Mickaël Maschio    | Massimo Bartolini  | Mickaël Maschio    |
| 3     | 30 aprile | Gran Premio d'Argentina      | Villa Santa Cruz     | Alessio Chiodi     | Sébastien Tortelli | Alessio Chiodi     |
| 4     | 14 maggio | Gran Premio di Polonia       | Stettino             | Alessandro Puzar   | Alessio Chiodi     | Alessandro Puzar   |
| 5     | 21 maggio | Gran Premio dei Paesi Bassi  | Norg                 | Dave Strijbos      | Alessandro Puzar   | Alessandro Puzar   |
| 6     | 28 maggio | Gran Premio d'Ungheria       | Kaposvár             | Alessandro Puzar   | Alessandro Puzar   | Alessandro Puzar   |
| 7     | 11 giugno | Gran Premio di Gran Bretagna | Foxhill              | Paul Malin         | Alessandro Puzar   | Paul Malin         |
| 8     | 18 giugno | Gran Premio di Cechia        | Jinín                | Alessio Chiodi     | Alessio Chiodi     | Alessio Chiodi     |
| 9     | 2 luglio  | Gran Premio di San Marino    | Borgo Maggiore       | Sébastien Tortelli | Alessio Chiodi     | Alessio Chiodi     |
| 10    | 9 luglio  | Gran Premio di Francia       | Castelnau-de-Lévis   | Alessio Chiodi     | Sébastien Tortelli | Alessio Chiodi     |
| 11    | 30 luglio | Gran Premio d'Indonesia      | Yogyakarta           | Sébastien Tortelli | Sébastien Tortelli | Sébastien Tortelli |
| 12    | 13 agosto | Gran Premio di Germania      | Reil                 | Alessandro Puzar   | Dave Strijbos      | Alessandro Puzar   |

### Classifica finale piloti
| Pos. | Pilota             | Moto     | Punti |
| ---- | ------------------ | -------- | ----- |
| 1    | Alessandro Puzar   | Honda    | 340   |
| 2    | Alessio Chiodi     | Yamaha   | 337   |
| 3    | Sébastien Tortelli | Kawasaki | 266   |
| 4    | Jimmy Button       | Honda    | 201   |
| 5    | Mickaël Maschio    | Honda    | 186   |
| 6    | Claudio Federici   | Yamaha   | 171   |
| 7    | Michele Fanton     | Kawasaki | 169   |
| 8    | Dave Strijbos      | Suzuki   | 167   |
| 9    | Frédéric Vialle    | Kawasaki | 166   |
| 10   | Massimo Bartolini  | TM       | 157   |